# Крушевска автономна група
Крушевската автономна група е създадена на 1 юни 1919 година в София.
Нейни създатели са бивши ръководители на Крушевска революционна околия, бежанци от Крушевско и група автономисти. Създателите на групата определят като нейна цел автономия за Македония. В ръковдството влизат Никола Киров - Майски, Тома Кърчов и Георги Атанасов. С две резолюции от 1 и 8 юни нейните създатели призовават към присъединяване с Временното представителство на бившата ВМОРО. След като Временното представителство прекратява дейността си, групата продължава да работи сред Илинденската организация и Македонската емигрантска федеративна организация.